# Ken Wilburn
Kenneth Eugene "Ken" Wilburn (River Rouge, Míchigan, 8 de junio de 1944) es un exjugador de baloncesto estadounidense que disputó una temporada en la NBA, además de jugar en la ABA y sobre todo en la EPBL/EBA/CBA. Con 1,98 metros de estatura, jugaba en la posición de alero.

## Trayectoria deportiva

### Universidad
Jugó durante cuatro temporadas con los Marauders de la Universidad de Central State (OH), en las que promedió 18,2 puntos y 15,4 rebotes por partido. Consiguió el récord de anotación de su universidad. En 1965 ganó el campeonato de la NAIA, siendo elegido mejor jugador del torneo.

### Profesional
Fue elegido en la trigésimo novena posición del Draft de la NBA de 1966 por Philadelphia 76ers, pero acabó fichando por los Trenton Colonials de la EPBL, siendo elegido Rookie del Año en su primera temporada, y al año siguiente Jugador del Año. En 1967 ficha por los Chicago Bulls, con los que únicamente disputó 3 partidos en toda la temporada, promediando 3,7 puntos y 3,3 rebotes.
La temporada siguiente sería una locura de cambios de equipo, jugando hasta en cuatro diferentes de dos ligas distintas. Comenzó la misma en los Bulls, jugando posteriormente en los New York Nets, Denver Rockets y Minnesota Pipers, todos ellos de la ABA. En 1969 regresó a la EPBL, a los Allentown Jets, donde jugó 6 temporadas, ganando el título en 1970, 1972 y 1975 y siendo elegido nuevamente mejor jugador en 1974. Acabó su carrera jugando un año en los Lancaster Red Roses.

## Estadísticas de su carrera en la NBA

### Temporada regular
| Temporada | Edad | Equipo           | Liga  | P  | TIT | MIN  | TC  | TCA | %TC  | 3P  | 3PA | %3P | TL  | TLA | %TL  | R.OF. | R.DEF. | REB | ASIS | ROB | TAP | PER | FP  | PTS |
| 1967-68   | 23   | Chicago Bulls    | NBA   | 3  |     | 8.7  | 1.7 | 3.0 | .556 |     |     |     | 0.3 | 1.3 | .250 |       |        | 3.3 | 0.7  |     |     |     | 1.3 | 3.7 |
| 1968-69   | 24   | TOTAL            | TOTAL | 51 |     | 9.4  | 1.5 | 4.0 | .383 | 0.0 | 0.0 |     | 0.8 | 1.5 | .520 | 1.7   | 2.3    | 4.0 | 0.5  |     |     | 0.9 | 1.4 | 3.9 |
| 1968-69   | 24   | Chicago Bulls    | NBA   | 4  |     | 3.5  | 0.8 | 2.0 | .375 |     |     |     | 0.3 | 1.0 | .250 |       |        | 0.8 | 0.3  |     |     |     | 0.3 | 1.8 |
| 1968-69   | 24   | New York Nets    | ABA   | 4  |     | 5.5  | 0.5 | 2.0 | .250 | 0.0 | 0.0 |     | 1.5 | 2.3 | .667 | 0.3   | 0.8    | 1.0 | 0.5  |     |     | 1.0 | 1.5 | 2.5 |
| 1968-69   | 24   | Denver Rockets   | ABA   | 37 |     | 11.1 | 1.9 | 4.9 | .398 | 0.0 | 0.0 |     | 0.8 | 1.5 | .526 | 2.2   | 2.6    | 4.8 | 0.6  |     |     | 1.0 | 1.5 | 4.7 |
| 1968-69   | 24   | Minnesota Pipers | ABA   | 6  |     | 5.7  | 0.3 | 1.5 | .222 | 0.0 | 0.0 |     | 0.3 | 0.8 | .400 | 1.0   | 2.0    | 3.0 | 0.3  |     |     | 1.0 | 1.0 | 1.0 |
| Total     |      |                  | TOTAL | 54 |     | 9.4  | 1.6 | 4.0 | .391 | 0.0 | 0.0 |     | 0.7 | 1.5 | .506 | 1.9   | 2.4    | 3.9 | 0.5  |     |     | 1.0 | 1.4 | 3.9 |
|           |      |                  | ABA   | 47 |     | 9.9  | 1.6 | 4.2 | .384 | 0.0 | 0.0 |     | 0.8 | 1.5 | .535 | 1.9   | 2.4    | 4.2 | 0.6  |     |     | 1.0 | 1.4 | 4.0 |
|           |      |                  | NBA   | 7  |     | 5.7  | 1.1 | 2.4 | .471 |     |     |     | 0.3 | 1.1 | .250 |       |        | 1.9 | 0.4  |     |     |     | 0.7 | 2.6 |

### Playoffs
| Temporada | Edad | Equipo         | Liga | P | MIN | TCA | TC | 3PA | 3P | TLA | TL | R.OF. | REB | ASIS | ROB | TAP | PER | FP | PTS | %TC  | %3P | %FT  | MIN  | PTS | REB | AST |
| 1968-69   | 24   | Denver Rockets | ABA  | 7 | 93  | 16  | 33 | 0   | 0  | 4   | 16 |       | 32  | 5    |     |     | 11  | 21 | 36  | .485 |     | .250 | 13.3 | 5.1 | 4.6 | 0.7 |
| Total     |      |                | ABA  | 7 | 93  | 16  | 33 | 0   | 0  | 4   | 16 |       | 32  | 5    |     |     | 11  | 21 | 36  | .485 |     | .250 | 13.3 | 5.1 | 4.6 | 0.7 |